# Alfred Tennyson
Alfred Tennyson (06 tháng 8 năm 1809 – 06 tháng 10 năm 1892) – nhà thơ Anh, người thể hiện thế giới quan đa cảm và bảo thủ của thời đại Victoria, một trong những nhà thơ nổi tiếng nhất của Anh. Ông là người được phong Nam tước Tennyson đệ nhất (1st Baron Tennyson) hoặc Lord Tennyson.

## Tiểu sử
Tennyson sinh ở Somersby, Lincolnshire. Là con thứ tư của một gia đình đông con. Bố là một cha đạo có năng khiếu về thơ ca nên có sự ảnh hưởng đến Tennyson từ bé. Năm lên 15 tuổi đã viết trường ca và kịch. Năm 1827 in quyển Thơ của hai anh em (Poems by Two Brothers) mà chủ yếu là thơ của Tennyson. Những năm học ở Đại học Cambridge, tham gia Hội văn chương của trường, làm quen với nhiều người nổi tiếng. Năm 1829 được tặng huy chương cho bài thơ Timbucto, cũng trong năm này xuất bản quyển Thơ, chủ yếu là thơ trữ tình (Poems Chiefly Lyrical). Năm 1831 bố mất, Tennyson phải bỏ học để về giúp mẹ. Năm 1832 in tập Thơ (Poems) có bài thơ Cô tiên vùng Shalott (The Lady of Shalott) nổi tiếng. Năm 1842 in tập thơ Cái chết của Arthur (Morte d'Arthur), năm 1847 in trường ca Công chúa (The Princess).
Alfred Tennyson đạt đến đỉnh cao trong sự nghiệp của mình vào năm 1850 khi ông in tập thơ Tưởng nhớ A. H. H. (In Memoriam A.H.H.). Đây là những bài thơ viết về người bạn Arthur Henry Hallam đã qua đời đột ngột do bệnh đột quỵ ở Vienna năm 1833. Những bài thơ này được viết trong khoảng thời gian 17 năm, là những suy ngẫm thiền định của nhà thơ về những vấn đề muôn thuở của Tình yêu, Cuộc sống và Cái chết. Tập thơ này có được sự thành công vang dội. Cũng trong năm này ông kết hôn với Emily Sellwood, người yêu từ thuở thiếu thời và ông được bầu làm Nhà thơ Hoàng gia (Poet Laureate).
Alfred Tennyson là tác giả của một số bài thơ được coi là cổ điển của Anh như: Cô tiên vùng Shalott (The Lady of Shalott), Uy-lít-xê (Ulysses) và là một trong những tác giả được trích dẫn nhiều nhất của văn học Anh. Bằng chứng mới nhất là Đại hội Thể thao Olympic London năm 2012 đã chọn câu thơ "To strive, to seek, to find, and not to yield" (tạm dịch: Để phấn đấu, để đi tìm, để tìm thấy và không chịu lép vế) để làm khẩu hiệu cho Thế vận hội này. Ông là một trong những người có nhiều câu danh ngôn được yêu thích và sử dụng nhiều nhất. Trong cuốn sách The Oxford Dictionary of Quotations ông được xếp vào vị thứ 9.
Alfred Tennyson mất ngày o6 tháng 10 năm 1892 và được mai táng tại Góc Thi sĩ (Poets’ Corner) của Tu viện Westminster danh tiếng.

## Tác phẩm
- Thơ của hai anh em (Poems by Two Brothers), 1827
- Thơ, chủ yếu là thơ trữ tình (Poems Chiefly Lyrical), 1829
- Quỷ sứ và Quí bà (The Devil and the Lady), 1930
- Thơ (Poems), 1832
- Cái chết của Arthur (Morte d'Arthur), 1842
- Công chúa (The Princess), 1847
- Tưởng nhớ A. H. H. (In Memoriam A.H.H., 1849)
- Enoch Arden và những bài thơ khác (Enoch Arden and Other Poems), 1864
- Chén thần và những bài thơ khác (The Holy Grail and Other Poems), 1869
- Tiresias và những bài thơ khác (Tiresias and Other Poems), 1885
- Locksley Hall sáu mươi năm sau (Locksley Hall Sixty Years After), 1886
- Cái chết của Oenone và những bài thơ khác (The Death of Oenone and Other Poems), 1892

## Một bài thơ
| Cô tiên vùng Shalott I Ở hai bên bờ sông Có những đồng lúa mạch Những cánh đồng tít tắp Và có những con đường Dẫn về Camelot. Những người đi trên đường Ngắm những bông hoa đẹp. Hoa huệ nở xung quanh Hòn đảo vùng Shalott. Gió thổi rung mặt nước Những cành liễu cúi mình Dòng sông chảy vòng quanh Cung điện Camelot. Bốn bức tường xám ngắt Bốn ngọn tháp uy nghiêm Chúng ngước mắt trông lên Và im lặng đứng nhìn Cô tiên vùng Shalott. Liễu cúi trên mặt nước Thuyền bè đang tấp nập Cả thuyền lớn thuyền con Và cả những chiếc xuồng Đổ về Camelot. Nhưng có ai nhìn được Tiên bên cửa nhà mình Hay trên bốn bức tường Cô tiên vùng Shalott? Chỉ những người thợ gặt Trên những đồng lúa mạch Sau tiếng hái, tiếng liềm Nghe tiếng hát vang lên Vọng về Camelot. Khi cuối ngày mỏi mệt Ngồi dưới ánh trăng thanh Họ hát lên thì thầm: "Cô tiên vùng Shalott". II Cả ngày đêm nàng dệt Những tấm vải thần tiên Tiếng thì thầm cho biết Số kiếp ngăn cản nàng Nhìn xuống Camelot. Không biết gì số kiếp Nàng vẫn dệt ngày đêm Ngồi sau những bức tường Cô tiên vùng Shalott. Chỉ niềm vui duy nhất Nhìn chiếc gương trước mặt Thấy luân chuyển tháng năm Những chiếc bóng, từng đoàn Đổ về Camelot. Dòng sông ngời bọt nước Có bóng những đàn ông Và bóng những cô nàng Đi qua vùng Shalott. Và trong từng khoảnh khắc Trong chiếc gương trước mặt Những chiếc bóng lướt nhanh Đủ hạng người, từng dòng Đổ về Camelot. Đôi khi thấy trong góc Những hiệp sĩ oai hùng Nhưng họ không nhìn tiên Cô tiên vùng Shalott. Nhưng mà tiên vẫn thích Nhìn vào gương ma thuật Khi trong đêm lặng yên Nhìn đám tang đau buồn Đi về Camelot. Dưới ánh trăng trong vắt Đôi tình nhân trẻ trung "Tai họa!" – tiên kêu lên Cô tiên vùng Shalott. III Tên cung và khiên mộc Leng keng bên áo giáp Dưới mặt trời chói chang Phóng như bay trên đồng Oai hùng Lancelot. Tên nàng trên áo giáp Tên nàng khắc trên khiên Giữa cánh đồng hoa vàng Ở gần vùng Shalott. Chàng nhanh tay thúc giục Ngựa bước chân dồn dập Giữa hoàn vũ ánh vàng Tiếng chuông cũng hân hoan Trên đường Camelot. Sáng ngời lên ánh bạc Cây gươm bên hông chàng Tiếng tù và ngân vang Ở gần vùng Shalott. Giữa màu xanh trời đất Yên ngựa ngời ánh bạc Chiếc mũ trên đầu chàng Như ngọn lửa cháy lên Trên đường Camelott. Như trong đêm tím ngát Ngôi sao vút bay nhanh Như một ngôi sao băng Trên bầu trời Shalott. Vầng trán rộng của chàng Mái tóc dài đen mượt Tất cả như ánh lên Rạng ngời trên con đường Dẫn về Camelot. Chàng cất lên tiếng hát Hoa cỏ cũng lặng ngừng "Tirra lira", bên sông Tiếng chàng Lancelot. Tiên bỗng ngừng tay đan Rồi bước qua căn phòng Tiên nhìn hoa huệ nước Và tiên nhìn thấy chàng Phóng về Camelot. Tấm vải thêu đã rách Và gương vỡ tan tành "Tai họa!" – tiên kêu lên Cô tiên vùng Shalott. IV Rừng buồn bã, úa vàng Trong lời cơn gió khóc Sông suối cũng đau buồn Nặng trĩu bầu trời xanh Bao trùm Camelot. Tiên bước ra dòng nước Nàng tìm một chiếc thuyền Trên chiếc thuyền ghi tên: Cô tiên vùng Shalott. Nàng đi theo con sông Quên nỗi buồn số kiếp Bất hạnh của riêng mình Nàng ngồi trên dòng sông Nhìn về Camelot. Và khi mặt trời tắt Khi dưới ánh hoàng hôn Con sông chở cô tiên Cô tiên vùng Shalott. Bộ áo váy của nàng Ánh lên như màu tuyết Khi ánh sáng chiếu lên Trong đêm thuyền của nàng Bơi về Camelot. Nàng cất lên tiếng hát Những lời hát đau thương Là bài hát cuối cùng Cô tiên vùng Shalott. Tất cả như lặng ngừng Khi lời ca im bặt Dòng máu nóng đã ngưng Và đôi mắt mơ màng Hướng về Camelot. Nàng chết theo câu hát Khi đến nhà đầu tiên Khi đó đã không còn Cô tiên vùng Shalott. Dưới ban công, dưới tháp Hay bên những bức tường Một bóng ma tái nhợt Lặng lẽ và mơ màng Đi vào Camelot. Nghe tin, ngay lập tức Dân chúng kéo đến đông Họ xướng tên của nàng: Cô tiên vùng Shalott. Ai đây? Điều gì đây? Tất cả đều nguyện cầu Tất cả đều sợ sệt Nỗi sợ hãi bao trùm Cư dân Camelot. Nhưng lời Lancelot: "Gương mặt nàng dễ thương Hãy yên nghỉ linh hồn Cô tiên vùng Shalott". Bản dịch của Hồ Thượng Tuy | The Lady of Shalott Part I On either side the river lie Long fields of barley and of rye, That clothe the wold and meet the sky; And through the field the road runs by To many-towered Camelot; And up and down the people go, Gazing where the lilies blow Round an island there below, The island of Shalott. Willows whiten, aspens quiver, Little breezes dusk and shiver Through the wave that runs for ever By the island in the river Flowing down to Camelot. Four gray walls, and four gray towers, Overlook a space of flowers, And the silent isle imbowers The Lady of Shalott. By the margin, willow veiled Slide the heavy barges trailed By slow horses; and unhailed The shallop flitteth silken-sailed Skimming down to Camelot: But who hath seen her wave her hand? Or at the casement seen her stand? 25 Or is she known in all the land, The Lady of Shalott? Only reapers, reaping early In among the bearded barley, Hear a song that echoes cheerly From the river winding clearly, Down to towered Camelot: And by the moon the reaper weary, Piling sheaves in uplands airy, Listening, whispers "'Tis the fairy Lady of Shalott." Part II There she weaves by night and day A magic web with colours gay. She has heard a whisper say, A curse is on her if she stay To look down to Camelot. She knows not what the curse may be, And so she weaveth steadily, And little other care hath she, The Lady of Shalott. And moving through a mirror clear That hangs before her all the year, Shadows of the world appear. There she sees the highway near Winding down to Camelot: 50 There the river eddy whirls, And there the curly village-churls, And the red cloaks of market girls, Pass onward from Shalott. Sometimes a troop of damsels glad, An abbot on an ambling pad, Sometimes a curly shepherd-lad, Or long-haired page in crimson clad, Goes by to towered Camelot; And sometimes through the mirror blue The knights come riding two and two: She hath no loyal knight and true, The Lady of Shalott. But in her web she still delights To weave the mirror's magic sights, For often through the silent nights A funeral, with plumes and lights And music, went to Camelot: Or when the moon was overhead, Came two young lovers lately wed; "I am half sick of shadows," said The Lady of Shalott. Part III A bow-shot from her bower-eaves, He rode between the barley-sheaves, The sun came dazzling through the leaves, 75 And flamed upon the brazen greaves Of bold Sir Lancelot. A red-cross knight for ever kneeled To a lady in his shield, That sparkled on the yellow field, Beside remote Shalott. The gemmy bridle glittered free, Like to some branch of stars we see Hung in the golden Galaxy. The bridle bells rang merrily As he rode down to Camelot: And from his blazoned baldric slung A mighty silver bugle hung, And as he rode his armour rung, Beside remote Shalott. All in the blue unclouded weather Thick-jewelled shone the saddle-leather, The helmet and the helmet-feather Burned like one burning flame together, As he rode down to Camelot. As often through the purple night, Below the starry clusters bright, Some bearded meteor, trailing light, Moves over still Shalott. His broad clear brow in sunlight glow'd; 100 On burnished hooves his war-horse trode; From underneath his helmet flowed His coal-black curls as on he rode, As he rode down to Camelot. From the bank and from the river He flashed into the crystal mirror, "Tirra lira," by the river Sang Sir Lancelot. She left the web, she left the loom, She made three paces through the room, She saw the water-lily bloom, She saw the helmet and the plume, She looked down to Camelot. Out flew the web and floated wide; The mirror cracked from side to side; "The curse is come upon me," cried The Lady of Shalott. Part IV In the stormy east-wind straining, The pale yellow woods were waning, The broad stream in his banks complaining, Heavily the low sky raining Over towered Camelot; Down she came and found a boat Beneath a willow left afloat, And round about the prow she wrote 125 The Lady of Shalott. And down the river's dim expanse Like some bold seer in a trance, Seeing all his own mischance — With a glassy countenance Did she look to Camelot. And at the closing of the day She loosed the chain, and down she lay; The broad stream bore her far away, The Lady of Shalott. Lying, robed in snowy white That loosely flew to left and right — The leaves upon her falling light — Through the noises of the night She floated down to Camelot: And as the boat-head wound along The willowy hills and fields among, They heard her singing her last song, The Lady of Shalott. Heard a carol, mournful, holy, Chanted loudly, chanted lowly, Till her blood was frozen slowly, And her eyes were darkened wholly, Turned to towered Camelot. For ere she reached upon the tide 150 The first house by the water-side, Singing in her song she died, The Lady of Shalott. Under tower and balcony, By garden-wall and gallery, A gleaming shape she floated by, Dead-pale between the houses high, Silent into Camelot. Out upon the wharfs they came, Knight and burgher, lord and dame, And round the prow they read her name, The Lady of Shalott. Who is this? and what is here? And in the lighted palace near Died the sound of royal cheer; And they crossed themselves for fear, All the knights at Camelot: But Lancelot mused a little space; He said, "She has a lovely face; God in his mercy lend her grace, The Lady of Shalott." |